# ジョー・コックス
ヘレン・ジョアンヌ・"ジョー"・コックス（英語: Helen Joanne "Jo" Cox、1974年6月22日 - 2016年6月16日）は、イギリスの政治家である。旧姓はレッドビーター（Leadbeater)。
2015年イギリス総選挙で庶民院（下院）議員に初当選。労働党所属。議員としては、シリア内戦や女性の権利擁護に取り組み、シリア支援の超党派議員団のひとりだった。議員に当選するまでブリュッセル及びニューヨークで、オックスファム・インターナショナルの人道援助主任をしていた。
2016年6月16日にイギリスの欧州連合離脱是非を問う国民投票の集会準備中に殺害される。現職の国会議員が殺害されるのは、1990年のIRAに殺害されたイアン・ガウから四半世紀なかったことである。

## 来歴

### 生い立ち
1974年6月22日、ウェスト・ヨークシャー州バトリーで工場労働者の父と学校事務員の母との間に生まれ、ヘックモンドワイクで育つ。コックスはヘックモンドワイク・グラマー・スクールで教育を受けた後、ケンブリッジ大学ペンブルック・カレッジで社会政治学を専攻し、1995年に学士号を取得して卒業した。彼女は家族の中で初めて大学に進み、後にロンドン・スクール・オブ・エコノミクスに進学した。

### 慈善活動
ケンブリッジ大学卒業後、コックスは労働党議員のジョアン・ウォーリーのアドバイザーとして2年間働いた後ブリュッセルに移り、欧州議会議員のグレニス・キノックのアドバイザーを務めた。2001年から2009年にかけてオックスファムで人道支援活動に従事した。初期の頃はブリュッセルで貿易改革運動に従事し、2005年にオックスファムGB主任、2007年にはニューヨークのオックスファム・インターナショナルの人道援助主任に任命された。ダルフールやアフガニスタンでの人道支援活動は、コックスの政治活動に大きな影響を与えた他、彼女の活動はサラ・ブラウンの慈善活動にも影響を与えている。

### 政治家
2015年イギリス総選挙では、引退したマイク・ウッドの後継として労働党から出馬する。開票の結果、コックスは43.2%の得票を獲得して庶民院議員に当選する。当選後の6月3日に下院で演説し、経済再生について政府の姿勢を問い質した。
議員当選後はシリア内戦の解決のために活動した。10月には保守党議員のアンドリュー・ミッチェルと共にイギリス軍がシリア国内の民間人を助けるために避難所を設営することを訴え、シリア問題の解決を目指す超党派議員団の結成にも参加したが、ISILを攻撃するための軍事介入を巡る採決の際には棄権している。また、パレスチナ問題に関してはガザ地区の封鎖を解除するように訴えている。

### 殺害

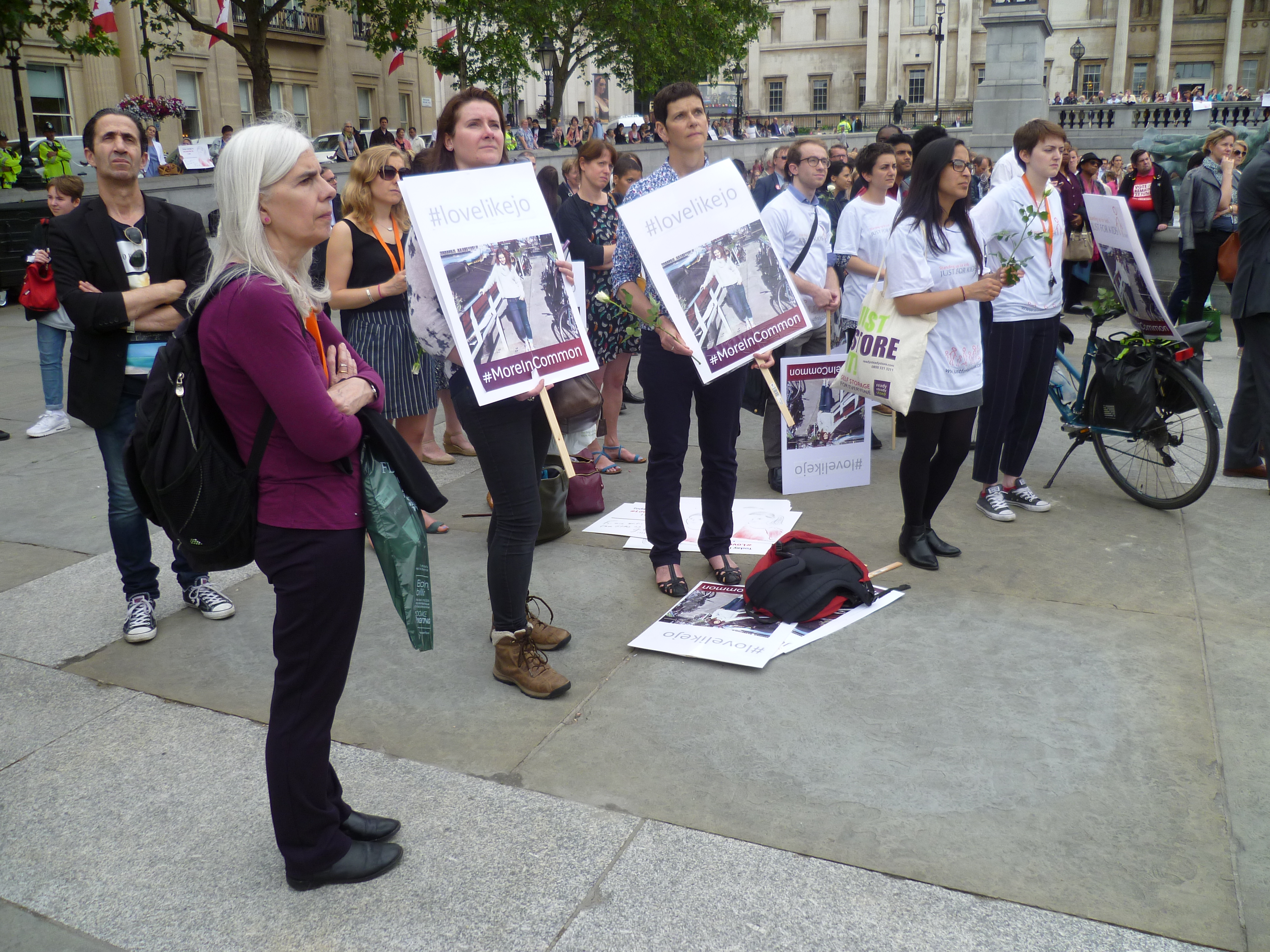
コックスを追悼する人々

2016年6月23日のイギリスの欧州連合離脱是非を問う国民投票で残留を支持していたが、投票1週間前の6月16日、ウェスト・ヨークシャー州リーズ近郊で国民投票を巡る集会の準備中、銃撃され死亡した。目撃者によると、3回発砲があり、そのうち1発が頭部近くに撃たれ、その後複数回刺されたと証言している。襲撃者は「Britain first（イギリスを第一に）」と叫び犯行に及んだとされる。
この「Britain first」については、「Taking our country back!（我が国を取り戻す）」をスローガンに、移民の反対とEU離脱を目標に掲げている同名称の極右団体があるが、同団体は本件への関与を否定し、彼らが「掲げるスローガンに影響を受けた可能性はある」とコメントした。
殺害に関与したとして、現場近くの52歳の男性が逮捕されている。男性は、精神医学的な問題を抱えていた履歴があり、アメリカ合衆国を本拠地とするネオナチ団体ナショナル・アライアンスともつながりがあったとされ、捜査線上の「最上位の容疑者」に挙がっていた。6月18日に警察は、ウェストミンスター治安判事裁判所の前に、殺人・重傷害・攻撃的な意志を持って武器を所持していたなどの理由で正式起訴する張り出しを行うことを発表した。11月24日に被告に対し、犯行が政治的動機によるものであるとして仮釈放なしの終身刑の判決が言い渡された。
キャメロン首相は「これは悲劇で恐ろしい出来事だ。彼女は輝ける星だった」と死を惜しむコメントをした。

### ジョー・コックス孤独問題委員会
コックスは、孤独問題に注目し、超党派の委員会の設置を準備していた。この委員会は、コックスの死後、保守党のシーマ・ケネディ下院議員と労働党のレイチェル・リーブス下院議員（共同議長）によって「ジョー・コックス孤独問題委員会」として引き継がれた。委員会は、2017年12月に最終報告書を発表した。この報告書を受けて、2018年1月、テリーザ・メイ首相はスポーツ・市民社会担当国務次官の所管業務に、孤独問題に対する省庁横断的業務を加えた。この人事は、メディア等において「孤独担当大臣」の設置として報じられた。